# Вест-Вінсент Тауншип (округ Честер, Пенсільванія)
Вест-Вінсент Тауншип (англ. West Vincent Township) — селище (англ. township) в США, в окрузі Честер штату Пенсільванія. Населення — 6668 осіб (2020).

## Демографія
Згідно з переписом 2010 року, у селищі мешкало 4567 осіб у 1646 домогосподарствах у складі 1242 родин. Було 1784 помешкання
Расовий склад населення:
| - 95,3 % — білих - 2,1 % — азіатів - 1,1 % — чорних або афроамериканців - 0,1 % — корінних американців |

До двох чи більше рас належало 0,9 %. Частка іспаномовних становила 1,9 % від усіх жителів.
За віковим діапазоном населення розподілялося таким чином: 26,0 % — особи молодші 18 років, 62,8 % — особи у віці 18—64 років, 11,2 % — особи у віці 65 років та старші. Медіана віку мешканця становила 43,2 року. На 100 осіб жіночої статі у селищі припадало 100,3 чоловіків;  на 100 жінок у віці від 18 років та старших — 93,8 чоловіків також старших 18 років.
Середній дохід на одне домашнє господарство  становив 177 665 доларів США (медіана — 126 250), а середній дохід на одну сім'ю — 186 392 долари (медіана — 144 167). За межею бідності перебувало 4,8 % осіб, у тому числі 4,5 % дітей у віці до 18 років та 1,5 % осіб у віці 65 років та старших.
Цивільне працевлаштоване населення становило 2494 особи. Основні галузі зайнятості: науковці, спеціалісти, менеджери — 22,4 %, освіта, охорона здоров'я та соціальна допомога — 16,6 %, виробництво — 14,2 %.